# 勐来河 (南底河)

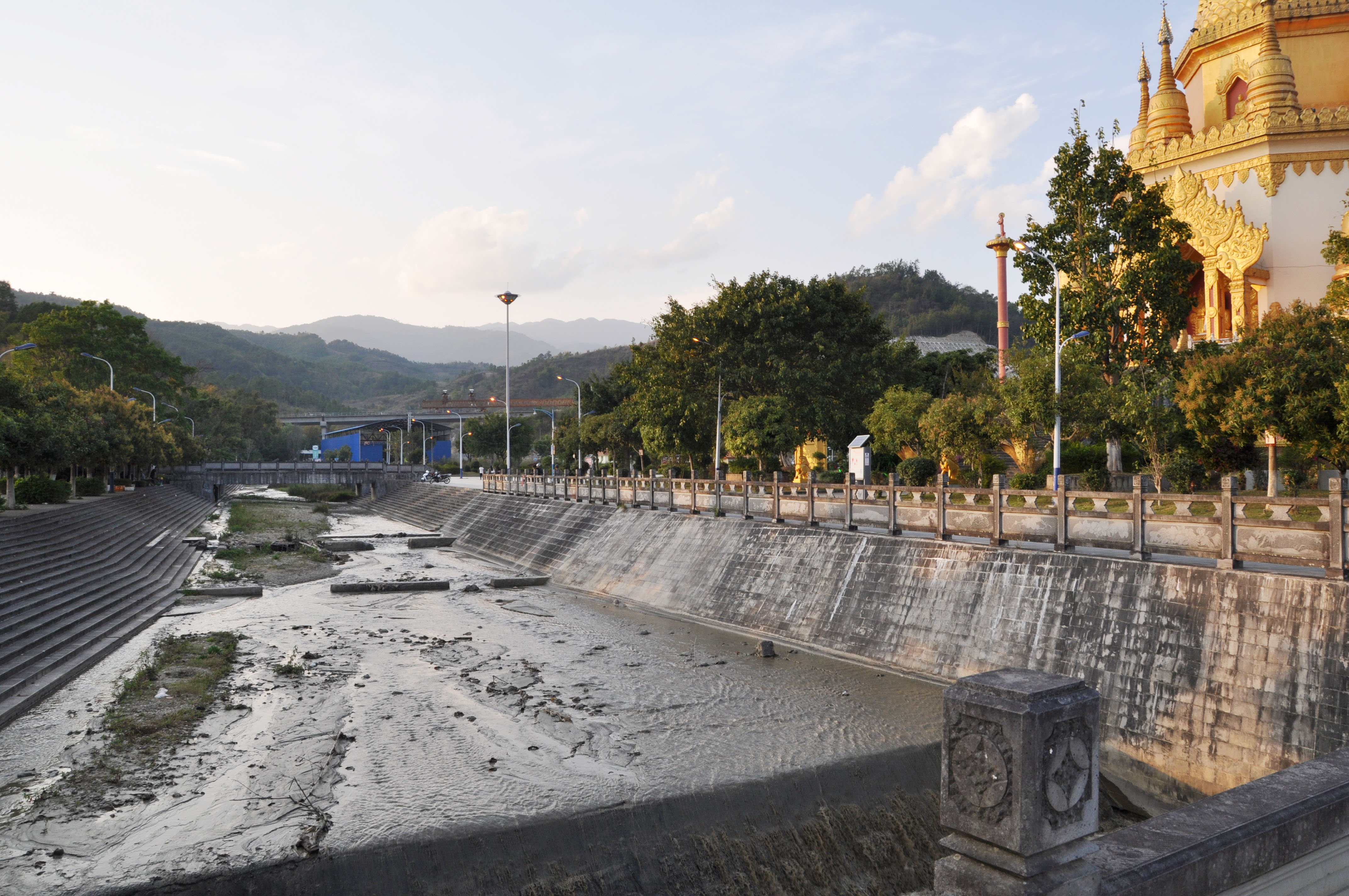
勐底金塔前的勐来河。

勐来河位于中国云南省梁河县西部河西乡境内，是南底河右岸支流，发源于河西乡三锅疆村委会芦场后山和中山，东南流经勐来村，至县城西郊勐底金塔旁汇入南底河。全长11.9千米，平均比降11.1‰。勐来河上游植被较好，水流较为稳定。勐来河施行河长制，现河长为梁河县副县长李继鸿，联系部门为县自然资源局（原国土资源局）。